# チャアム＝フワヒン
チャアム＝フワヒン(Cha am-Hua hin)とはタイ王国中部に位置する2つの郡チャアム郡とフワヒン郡の総称である。海水浴場があり、国際的な観光地として知られている。

## 名所
ホワヒン駅